# Sociedade Esportiva Palmeirinha
A Sociedade Esportiva Palmeirinha é um clube brasileiro de futebol sediado em Porto Ferreira, cidade do interior do estado de São Paulo. Fundado em 3 de abril de 1955, suas cores são verde e branco.

## História
Em Porto Ferreira, o futebol começou a ter destaque junto a comunidade com as participações do Ferroviário e do Porto Ferreira Futebol Clube em competições regionais e pelo interior do estado. Porém, nenhuma das duas agremiações se tornou profissional. 
No ano de 1955, o Palmeirinha é fundado, e recebe o nome em homenagem a Sociedade Esportiva Palmeiras, devido os fundadores do clube serem torcedores do clube palestrino. O escudo, as cores e o mascote se assemelham ao time paulistano.
O time somente se profissionalizou em 1967, disputando a Quarta Divisão (atual Série B) do Campeonato Paulista. Paralisou as atividades em 1970, retornando em 1980, na Terceira Divisão (atual A-3). Desde 1988 mantém frequencia nas disputas dos campeonatos profissionais. Em 1982, conquistou o título da Série Prata do Campeonato Paulista da Terceira Divisão. No ano seguinte, o clube sagrou-se campeão paulista da Terceira Divisão de juniores.
No ano de 1992, o clube registrou uma passagem interessante. Em amistoso de inauguração do sistema de refletores do seu estádio, o Palmeirinha venceu o Corinthians por 1 a 0.

## Mascote
O clube, que nasceu de uma homenagem à Sociedade Esportiva Palmeiras, só poderia ter a mesma mascote que o Verdão. Desde sua fundação, o Palmeirinha manteve o mesmo nome, cores e símbolos do homenageado. O periquito, inclusive, era uma cópia fiel do utilizado pelo Palmeiras, desde a década de 1950, quando ainda tinha chapéu, cachimbo e um jeito faceiro, cheio de graça.

## Títulos

### Profissional
Conquistou o campeonato da 3ª Divisão de Profissionais - IV série - 1967, atual 4ª Divisão ou Campeonato Paulista de Futebol - Segunda Divisão, sendo seu presidente na época Antonio Geraldo Dentello.
Participou também dos campeonatos paulistas da Quarta Divisão ou atual Campeonato Paulista de Futebol - Segunda Divisão de: 1968 e 1969, 1988, 1989 e 1990, 2005, 2007, entre outros.
Também participou dos campeonatos paulistas da Terceira Divisão ou atual Campeonato Paulista de Futebol - Série A3 de: 1980 a 1985, e 1991 e 1992.

### Categorias de Base
Foi campeão estadual, categoria juniores em 1983, com José Ramos Filho presidente, além de outras conquistas como demonstra a quantidade de taças e troféus em sua sede.
- Campeonato Paulista Sub-20 - Terceira Divisão de 1983

Escalação do time de juniores do Palmeirinha em 1983 , campeão de juniores de 1983: Eduardo-Corradini-Thiago-Zé Castro-Julinho-Danda-Carlinhos-Joãozinho-Roger-Mauricinho-Sapinho, Técnico: Orival Paludetti, venceu o time de Capivari na final por de 2 a 1. 
- Campeonato Paulista Sub-20 - Segunda Divisão de 2015

O time é um remanescente do elenco profissional, que terminou campeonato paulista da segunda divisão em oitavo lugar, sendo assim o treinador de futebol do clube, Parma de Oliveira, que tinha sido o técnico do profissional; separou alguns atletas que tinha idade sub-20, e montou o elenco, time com media de idade 16 a 18 anos, sendo limite máximo 20 anos. Parma de Oliveira conduz clube desde novembro de 2011, e está responsável pelo futebol do Palmeirinha nestes 5 (cinco) anos, o time que não conta conta com recursos, mas Parma de Oliveira um conhecedor do futebol, no qual acumula sozinho a função de preparador físico, treinador, administrador, etc..., natural de São Paulo Capital, vem fazendo ótimo trabalho a frente do Palmeirinha, e sem falar do ótimo profissional, no sub-20. O time variou entre primeiro e segundo lugar e classificou com três rodadas de antecedência no grupo com 5 equipes: Taboão da Serra 19 pts - SE Palmeirinha 15 - Desportivo Brasil 09 - Elo Esporte - Lemense, já na segunda fase equipe do Palmeirinha enfrentou a equipe do EC São Bernardo, primeiro jogo em são Bernardo terminou 1-1, já no segundo jogo o time do Palmeirinha venceu por 2-1., em 2012 Sobre Comando de Parma de oliveira na categoria Sub-17 o Palmeirinha foi Campeão Sul-americano de futebol,e no mesmo ano time Sub-17 fez uma das melhores Campanhas da categoria , classificando até segunda fase do campeonato paulista, sendo derrotado pela equipe do SC Corinthians.
No Ano de 2016 sobre Gestão de Parma de Oliveira , a cidade de Porto Ferreira sediou a taça São Paulo de futebol Junior, inédito para cidade que nunca tinha disputado a Copinha como Sede , equipes como Jonevile SC, Ceara CE, Paraibanos PA, Guaratinguetá SP, fizerão parte da chave na cidade.

## Estatísticas

### Participações
| Competição | Competição      | Temporadas | Melhor campanha     | Anos                                                          | A | R |
| São Paulo  | Série A3        | 8          | Sem dados           | 1980-1985 e 1991-1992                                         | – | ? |
| São Paulo  | Série A4        | 13         | Vice-campeão (1990) | 1967-1969, 1988-1990, 2005, 2007, 2009-2011, 2013 e 2015-2016 | ? | – |
| São Paulo  | Segunda Divisão | 6          | Sem dados           | 1994, 1999-2002 e 2004                                        | – | – |

### Últimas dez temporadas
Legenda:
| Campeão Vice-campeão Eliminado nas semifinais | Campeão e promovido à divisão superior Vice-campeão e/ou promovido à divisão superior Rebaixado à divisão inferior | Classificado à fase de grupos da Copa Libertadores Classificado à fase preliminar da Copa Libertadores Classificado à Copa Sul-Americana Campeão do Campeonato do Interior |